# O.K. Club
O.K. Club je hrvatski rock sastav iz Osijeka. Najpoznatija po hitu "Cadillac-Vrata zapada".

## Nastanak grupe
Godine 1985. Damir Vojvodić (gitara), Miroslav Škoro (vokal, ritam gitara), Vinko Pejić (bas-gitara) i Berox ((bubnjevi, vokal), osnovali su country-pop sastav pod imenom OK band.
Po prvobitnoj koncepciji Škoro je pjevao svoje country zezalice, a Berox sve ostalo. Nakon samo nepune godine na Škorino insistiranje prešli su u potpunosti na pop glazbu. Stalni članovi sastava ostali su samo Damba i Berox, a ostali su bili u prolazu.
Neke od pjesama po kojima su bili prepoznati i popularni u to vrijeme bile su "Nives" (1985.), "Rosne livade" (1985.), "Teško je." (1986.), "Ne vjeruj lijepim ženama" (1986.), "Zvijezda istoka" (1987.), "Dobar vjetar u leđima" (1987.), "Vrata zapada - Cadillac" (1987.), "Tebi priznam sve" (1987.), "Sve žene koje znam" (1988.) i druge.
U veljači 1990. godine Berox je otišao u sastav WALTER, dok Damba i ostali nastavljaju sa započetim poslom. Ok Band je nastavio s radom, ali je promijenio naziv prvo u Starfish te na kraju u Prvu ligu.
Berox je s Walterima objavio album za Suzy.

## Cadillac-Vrata zapada
Daleko najveći hit grupe je popularno nazvani "Kadilak". Pjesmu je napisao Miroslav Škoro u Sjedinjenim Državama 1987. godine te ju proslijedio Beri koji ju je uglazbio. Isprva je pjesma bila u stilu popularne glazbe ali zatim je uglazbljena u stilu rocka. Nakon 15 godina pjesma je ponovno izvedena i dobila je svoj video spot.

## Članovi sastava
- Berox - bubnjevi
- Boky (Bendjo) - gitara
- Mr. Tom (Jambro) - klavijature
- Baky - bas-gitara

## Diskografija
Singlovi
- "Cadillac"
- "Budiš se"
- "Sad je pravo vrijeme"
- "Njeno ime je ljubav"
- "Kao ljubav"
- "Rock and Roll za kraj"
- "Ritam je ono što nas veže"
- "Speedway"

Albumi
- Pogonsko Gorivo
- Sad je pravo vrijeme
- Mačkamama